# Эйтингон, Макс Ефимович
Макс Ефимович Эйтинго́н (нем. Max Eitingon; 26 июня 1881, Могилёв, Российская империя — 30 июля 1943, Иерусалим, Палестина) — немецкий психоаналитик, один из первых и наиболее преданных учеников Фрейда, основатель ряда психоаналитических обществ, издательств, библиотек и институтов, организатор психоаналитического обучения.
На деньги Эйтингона были изданы почти все поздние работы Фрейда, созданы три Института психоанализа. Наряду с принцессой Мари Бонапарт, Эйтингон был одним из крупнейших спонсоров и талантливых менеджеров, которым психоанализ обязан таким активным развитием в XX веке.

## Биография
Макс (Мордух) Эйтингон родился в Могилёве, в семье богатого предпринимателя и промышленника Хаима Мордуховича Эйтингона (1857, Шклов — 1932, Лейпциг) и его жены Хаси (впоследствии Александры) Янкелевны Лившиц. В 1880 году умер его дед Мордух Эйтингон, и родившегося в следующем году мальчика назвали Мордухом в честь деда. У него были сёстры Эстер и Фаня, а также брат Вальдемар. В 1893 году семья перебралась в Лейпциг, где отец превратился в одного из крупнейших предпринимателей: его фирма Chaim Eitingon Aktiengesellschaft стала одной из самых известных в мире мехо-пушного бизнеса.
Из-за сильного логоневроза, который сохранился у него на всю жизнь, Макс Эйтингон был вынужден оставить школу, окончив её экстерном. В 1903 году он поступил в Марбургский университет на факультет медицины, а в 1909 году перевёлся в Цюрих, где несколькими годами спустя защитил докторскую диссертацию. В клинике Бурхольцли он познакомился с Карлом Абрахамом и Карлом Густавом Юнгом и начал заниматься психоанализом.
28 января 1907 года Эйтингон впервые встретил Зигмунда Фрейда и через некоторое время вступил в его Венское психоаналитическое общество; он прошёл дидактический психоанализ у Фрейда и начал частную практику. После переезда в Берлин совместно с Карлом Абрахамом он создал и развил Берлинское психоаналитическое общество, Берлинский институт психоанализа, библиотеку и издательство. После смерти Абрахама в 1925 году, он стал Президентом Международной психоаналитической ассоциации (IPA). Когда к власти в 1933 году в Германии пришли нацисты, Эйтингон, будучи открытым сионистом, вынужден был покинуть не только территорию Рейха, но и вообще Европу, и перебраться в Палестину, где он как и прежде создал Палестинское общество, первую аналитическую библиотеку и институт.
Но в историю психоанализа Эйтингон вошёл не только как блестящий предприниматель, успешный коммерсант и популяризатор идей Фрейда, но и как автор ряда дидактических исследований. В 1922 году Эйтингон предложил для психоаналитического сообщества новую образовательную систему, которая и по сей день остаётся классической моделью, состоящей из личного анализа (у сертифицированного специалиста) и супервизорского контроля (работы под наблюдением старшего коллеги). Он также предложил правило, согласно которому психоаналитик не может начать свою частную практику до тех пор, пока не закончит курс своего дидактического психоанализа. Это правило было принято Международной психоаналитической ассоциацией (IPA) и с уточнениями Отто Кернберга сохраняет свою силу до наших дней.
Поскольку очень сложно разделить дидактический психоанализ и супервизорский контроль, Эйтингон предлагал внимательно исследовать этот феномен. Его работы о переносе в супервизии и в клинике, остаются базовыми для психоанализа на протяжении уже 80 лет.

## Семья
- Жена (с 1913 года) — актриса Мирра Яковлевна Буровская (сценический псевдоним Мирра Биренс, 1877—1947)[3], в предыдущем браке замужем за Борисом Осиповичем Харитоном, мать физика Юлия Борисовича Харитона[4][5][6].

Мирра и Макс Эйтингон содержали известный в Берлине психоаналитический салон. В 1922 году М. Е. Эйтингон с женой гостили в Париже у её сестры Елизаветы (Леи) Яковлевны Буровской и её мужа Леонида Николаевича Райгородского; у них в доме Эйтингон познакомился с философом Л. И. Шестовым и между ними завязалась переписка, опубликованная полностью лишь в 2014 году.
- Троюродный брат — советский разведчик, генерал-майор НКВД Наум Исаакович Эйтингон[1][8].